# 1897 en arts plastiques
| Années des arts plastiques : 1894 - 1895 - 1896 - 1897 - 1898 - 1899 - 1900    |
| Décennies des arts plastiques : 1860 - 1870 - 1880 - 1890 - 1900 - 1910 - 1920 |

Cette page concerne l'année 1897 en arts plastiques.

## Événements
- 10 mai-8 novembre : Exposition internationale de Bruxelles. Triomphe de l'Art nouveau en Belgique et dans toute l'Europe.
- 10 décembre : un groupe d'artistes fonde le Syndicat professionnel des peintres, sculpteurs, graveurs, lithographes et décorateurs français, qui, en 1906, fut connu sous le nom de Salon d'hiver.

## Œuvres

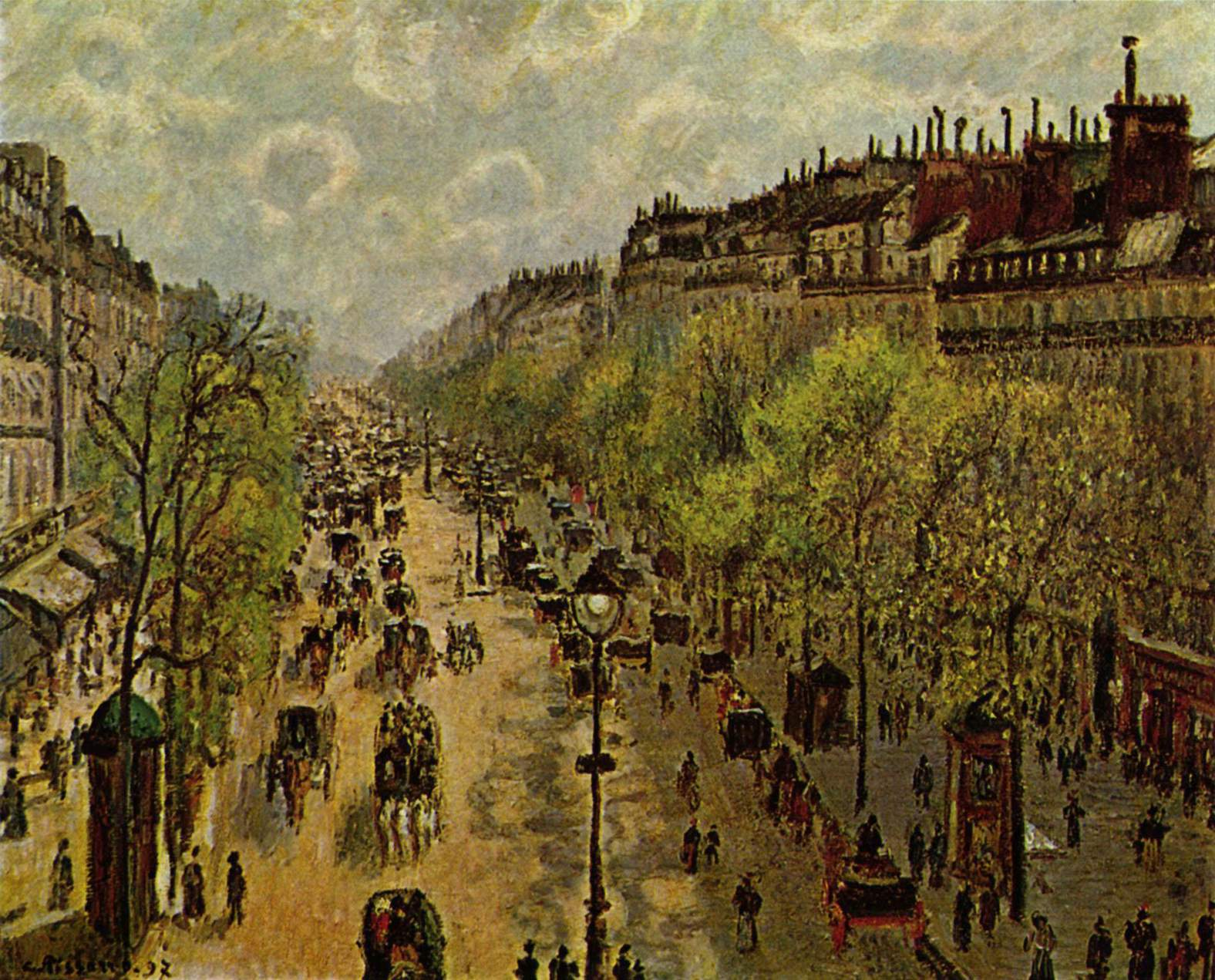
Boulevard Montmartre au printemps de Camille Pissarro

- Femme jouant de la guitare, tableau d'Auguste Renoir.
- Les Danseuses bleues, tableau d'Edgar Degas.

## Naissances
- 10 janvier : Paul Lemasson, peintre français († 22 septembre 1971),
- 11 janvier : Sauveur Marius Di Russo, peintre français († 18 novembre 1983),
- 14 janvier : Cagnaccio di San Pietro, peintre italien († 29 mai 1946),
- 17 janvier : Anna Garcin-Mayade, peintre et résistante française († 3 mai 1981),
- 21 janvier :
  - René Iché, sculpteur français († 23 décembre 1954),
  - Jim Sévellec, peintre et céramiste français († 21 mai 1971),
- 2 février : Isaachar Ryback, peintre russe puis soviétique et français († 21 décembre 1935 ou 22 décembre 1935),
- 6 février :
  - Pierre Commarmond, peintre et affichiste français († 20 juillet 1983),
  - Maurice Ménardeau, peintre français († 11 avril 1977),
- 8 février : Guy Baer, peintre suisse († 22 mai 1985),
- 24 février : Raymond Kanelba, peintre polonais († 23 juillet 1960),
- 14 mars : Pierre-Eugène Clairin, peintre, illustrateur, graveur et résistant français († 7 juillet 1980),
- 16 mars : Antonio Donghi, peintre italien († 16 juillet 1963),
- 20 mars : Pierre Berjole, professeur de peinture, directeur d'école d'art, peintre, aquarelliste, illustrateur et décorateur français († 23 janvier 1990),
- 21 mars : Louis Germain, peintre français († 21 juin 1952),
- 24 mars : Charles Eyck, peintre et sculpteur néerlandais († 2 août 1983),
- 25 mars :
  - Roger Chastel, peintre français († 12 juillet 1981),
  - Thérèse Debains, peintre française († 24 décembre 1974),
- 3 avril : Hélier Cosson, peintre et illustrateur français († 24 avril 1976),
- 4 avril : Jeanne Champillou, musicienne, peintre, graveuse et céramiste française († 22 mai 1978),
- 15 avril : Marcel Pierre, sculpteur et peintre français († 3 septembre 1969),
- 19 avril :
  - Charles Barraud, peintre suisse († 29 janvier 1997),
  - Raymond Brechenmacher, graveur au burin et peintre français († 19 avril 1973),
- 28 avril : Seiji Tōgō, peintre japonais († 25 avril 1978),
- 29 avril : Mainie Jellett, peintre irlandaise († 16 février 1944),
- 2 mai : Gregorio Prieto, peintre espagnol († 14 novembre 1992),
- 20 mai : Wilhelm Kimmich, peintre allemand († 18 septembre 1986),
- 4 juin : Maurice Georges Poncelet, peintre et lithographe français († 2 octobre 1978),
- 24 juin : Jaro Hilbert, peintre, dessinateur et sculpteur français († 1er mars 1995),
- 26 juin : Victor Servranckx, peintre belge († 11 décembre 1965),
- 27 juin : André Collot, peintre, graveur et illustrateur français († 30 novembre 1976),
- 7 juillet : Germain Van der Steen, peintre français († 12 avril 1985),
- 15 juillet : Mladen Josić, peintre serbe puis yougoslave († 1er novembre 1972),
- 20 juillet : René Thomsen, peintre et graveur français († 28 juillet 1976),
- 23 juillet :
  - Roland Oudot, peintre et lithographe français († 10 juillet 1981),
  - Valentine Prax, peintre française († 15 avril 1981),
- 29 juillet : Roland Oudot, peintre et lithographe français († 17 juillet 1981),
- 12 août : René Gouast, peintre français († 17 octobre 1980),
- 14 août : Benedetta Cappa, peintre et écrivaine italienne († 15 mai 1977),
- 18 août : Milo Milunović, peintre serbe puis yougoslave († 11 février 1967),
- 24 août : Pierre Charbonnier, peintre, décorateur et réalisateur français († 2 juillet 1978),
- 30 août : Robert Villard, peintre, lithographe, sculpteur, architecte et enseignant français († 3 septembre 1977),
- 2 septembre : Étienne Béothy (István Beöthy), sculpteur hongrois († 27 novembre 1961),
- 15 septembre : Paul Hannaux, peintre, illustrateur et architecte d'intérieur français († 23 octobre 1954),
- 20 septembre: Jefim Golyscheff, peintre et compositeur russe puis soviétique († 25 septembre 1970),
- 23 septembre :
  - Paul Delvaux, peintre belge († 20 juillet 1994),
  - Madeleine Fié-Fieux, peintre française († 28 août 1995),
- 1er octobre : Janis Ferdinands Tidemanis, peintre letton († 12 avril 1964),
- 3 octobre : Nándor Vagh-Weinmann, peintre hongrois et français († 12 décembre 1978),
- 4 octobre : Paul Rémy, peintre français († 23 mars 1981),
- 9 octobre : Efim Minine, peintre et graphiste russe puis soviétique († 29 décembre 1937),
- 15 octobre : Charlotte Alix, décoratrice et peintre illustratrice française († 7 mai 1987),
- 23 octobre : Jerzy Adam Brandhuber, peintre polonais († 19 juin 1981),
- 27 octobre : Kliment Red'ko, graphiste et peintre russe puis soviétique († 18 février 1956),
- 31 octobre : Ruth Wenger, chanteuse d'opéra et peintre suisse († 30 mai 1994),
- 6 novembre : 
  - Leff Schultz, peintre franco-russe († 25 décembre 1970),
  - Leonid Frechkop, peintre russe († 10 novembre 1982),
- 20 novembre : Jean-Dominique Van Caulaert, peintre, affichiste, illustrateur et décorateur français († 11 juillet 1979),
- 2 décembre : Henri-Georges Cheval, peintre français († 1975),
- 3 décembre : John Buckland Wright, graveur néo-zélandais († 25 septembre 1954),
- 11 décembre : Otto Gustav Carlsund, peintre suédois († 25 juillet 1948),
- 14 décembre : Serge Kislakoff, peintre français d'origine russe († 29 mars 1980),
- 18 décembre : Esther Carp, peintre juive polonaise († 11 juin 1970),
- 22 décembre : Gotthard Schuh, peintre et reporter photographe suisse († 29 décembre 1969),
- 26 décembre : Juti Ravenna, peintre italien († 29 avril 1972),
- 27 décembre :
  - Ambrogio Casati, peintre et sculpteur italien († 19 juillet 1977),
  - Albert Dequène, peintre français († 15 mai 1973),
- ? :
  - Céline Aman-Jean, peintre et illustratrice française († 23 juin 1959),
  - Émile Claro, peintre français († 1977),
  - Roland Coudon, peintre, dessinateur, graveur, illustrateur et affichiste de cinéma français († 1954),
  - Ishiwata Koitsu, artiste et peintre japonais de l’école Shin-Hanga († 1987),
  - Bahire Bediş Morova Aydilek, femme politique et peintre turque († 10 octobre 1938).

## Décès
- 26 janvier : Amélie von Schwerin, peintre animalière et de paysage suédoise (° 2 avril 1819),
- 2 février : Homer Dodge Martin, peintre américain (° 28 octobre 1836),
- 7 février : Charles-Édouard Boutibonne, peintre français (° 8 juillet 1816),
- 19 février : Jean Scohy, peintre français (° 27 janvier 1824),
- 23 février : Frédéric Lix, peintre et illustrateur français (° 18 décembre 1830),
- 27 février : Vincent Fossat, peintre et illustrateur italien (° 1er août 1822),
- 4 mars : Henri Pille, peintre et illustrateur français (° 4 janvier 1844),
- 25 mars :
  - Henri Guérard, peintre, graveur, lithographe et imprimeur français (° 28 avril 1846),
  - Edmond Yon, graveur et peintre paysagiste français (° 31 mars 1841),
- 18 avril : Charles-Olivier de Penne, peintre et illustrateur français de l'École de Barbizon (° 11 janvier 1831),
- 4 mai : Camille Moreau-Nélaton, peintre et céramiste française (° 1840),
- 5 mai : Eugène Quesnet, peintre français (° 26 mars 1815),
- 12 mai : Willem Roelofs, peintre, aquarelliste, aquafortiste et lithographe néerlandais (° 10 mars 1822),
- 7 juin : Victor Mottez, peintre français (° 13 février 1809),
- 7 juillet : Édouard Joseph Dantan, peintre français (° 26 août 1848),
- 22 juillet : Alexandre Debelle, peintre, graveur et lithographe français († 21 décembre 1805),
- 7 août : Horace Lecoq de Boisbaudran, peintre et pédagogue français (° 14 mai 1802),
- 8 août : William Lamb Picknell, peintre paysagiste américain (° 23 octobre 1853),
- 4 septembre : Émile Bin, peintre, aquafortiste et homme politique français (° 10 février 1825),
- 8 octobre : Alekseï Savrassov, peintre paysagiste russe (° 24 mai 1830),
- 31 octobre : Charles Courtry, graveur et illustrateur français (° 11 mars 1846),
- 17 novembre : Gilbert de Séverac, peintre français (° 18 août 1834),
- 17 décembre : Antoine Sublet, peintre français (° 8 juin 1821),
- 20 décembre : Henri Blanc-Fontaine, peintre français (° 16 janvier 1819),
- 29 décembre : William James Linton, graveur, illustrateur, écrivain et activiste britannique (° 7 décembre 1812),
- ? :
  - Antonino Bonaccorsi, peintre italien (° juin 1826),
  - Jules Lachaise, peintre et dessinateur français (° ?),
  - Federico Mazzotta, peintre italien (° 1839),
  - Antonio Puccinelli, peintre italien (° 1822).

]